# Intego
Intego est une société d'informatique, fondée en 1997 par Jean-Paul Florencio et Laurent Marteau ; elle développe des logiciels de sécurité Internet (antispam, pare-feu, antivirus) et de protection de données pour Mac OS X. Il s'agit de la seule société de logiciels de sécurité qui se concentre exclusivement sur les produits de sécurité pour Mac OS X. Intego a pour slogan "we protect your world" (nous protégeons votre monde).
Intego est implanté aux États-Unis (Austin (Texas)), en France (Paris) et au Japon (Nagano). Tous les produits Intego sont des binaires universels ; ils sont disponibles en plusieurs langues (français, anglais, japonais, allemand, espagnol et italien).

## Histoire
En septembre 2007, Intego a lancé le Mac Security Blog, site web en anglais, avec des articles traitant des questions de sécurité Mac, des mises à jour de sécurité et des alertes de sécurité. En janvier 2010, Intego a lancé sa gamme de produits X6, avec VirusBarrier X6, et Internet Security Barrier X6, une suite que contient VirusBarrier X6, Personal Backup, Personal Antispam, ContentBarrier et FileGuard. 

## Produits
Les logiciels Intego sont reconnus :  ContentBarrier, PersonalAntispam, Personal Backup  et FileGuard, ainsi que leur produit de protection contre les virus du côté serveur VirusBarrier Server. La suite Internet Security Barrier  contient plusieurs logiciels Intego. La gamme de produits Dual Protection  assure la protection pour les deux systèmes d'exploitation Mac OS X  et Windows. 
- VirusBarrier X6 - Logiciel antivirus
- Internet Security Barrier - Suite de sécurité Internet
- VirusBarrier Server - Protection antivirus pour des serveurs Mac OS X
- Remote Management Console - Outil d'administration des outils Intego à distance
- ChatBarrier, logiciel de chiffrement pour messagerie instantanée sur Mac OS X